# Horst Stein
Horst Walter Stein (Elberfeld, Alemanya, 2 de maig, 1928 - Vandœuvres, Suïssa, 27 de juliol, 2008), va ser un director d'orquestra alemany.

## Biografia
El pare de Stein era mecànic. A l'escola de Frankfurt, va estudiar piano, oboè i cant. Més tard, va continuar els estudis a la universitat de Colònia, incloent lliçons de composició amb el deixeble de Busoni, Philipp Jarnach. De 1947 a 1951, va ser repetidor a Wuppertal.
El 1955, per invitació d'Erich Kleiber, Stein va dirigir a l'obertura de la restaurada Òpera Estatal de Berlín (Unter den Linden), i posteriorment hi va treballar com a "Staatskapellmeister". De 1961 a 1963, va treballar sota la direcció de Rolf Liebermann com a director adjunt a l'Òpera Estatal d'Hamburg. De 1963 a 1970, Stein va exercir com a director en cap i director d'òpera al Teatre Nacional de Mannheim. Stein va ocupar un lloc habitual a l'Òpera Estatal de Viena de 1969 a 1971, on va dirigir 500 representacions. Va tornar a l'Òpera Estatal d'Hamburg com a Director General de Música de 1972 a 1977.
El 1952, Stein va començar a treballar com a ajudant de direcció al Festival de Bayreuth per a directors com Joseph Keilberth, Hans Knappertsbusch, Clemens Krauss i Herbert von Karajan. Una font estima que posteriorment hi va dirigir 76 actuacions entre 1969 i 1986, inclosa la producció del centenari de Bayreuth de 1983 Die Meistersinger von Nürnberg (en català, Els mestres cantaires de Nuremberg), però aquesta xifra està clarament equivocada, ja que Stein ja n'havia liderat 81 en les seves primeres set temporades. Més plausiblement, la revista Gramophone ofereix el notable total de 138 actuacions, una xifra que coincideix amb la base de dades Festspielhaus.
Va ocupar càrrecs principals de direcció amb l'Orquestra Simfònica de Bamberg, l'Orchestre de la Suisse Romande de Ginebra, l'Orquestra Simfònica de Basilea i l'Orquestra Simfònica de la NHK de Tòquio. Es va relacionar especialment amb la música de Max Reger i va gravar diverses obres de Reger, a més de moltes obres del període romàntic alemany (la Segona i la Sisena simfonies de Bruckner amb el PO de Viena, així com diverses obres de Sibelius, totes per a Decca).
Va passar molt de temps entrenant joves directors.

## Honors i premis
- Bruckner ring (Vienna Symphony Orchestra, 1996)
- Membre honorari del Teatre Nacional de Mannheim, els "Amics de l'Òpera Estatal de Viena" i la "Societat Richard Wagner" de Linz
- "Austrian Decoration for Science and Art" (1995)
- "Ordre Maximilià de Baviera per a la Ciència i l'Art" (2003)